# Fiat Argenta
Der Fiat Argenta ist ein Pkw-Modell des italienischen Automobilherstellers Fiat. Das Fahrzeug war in der Mittelklasse angesiedelt.

## Geschichte

### Nachfolger des Fiat 132
Im April 1981 erschien der Argenta als viertürige Stufenhecklimousine. Er war das Spitzenmodell der Marke Fiat. Der Argenta löste den technisch und formal eng verwandten Fiat 132 ab.
Die Rohkarosserie und die äußeren Blechteile übernahm der Argenta unverändert vom 132. Die Designer versuchten, durch breite Kunststoffstoßstangen, seitliche Stoßleisten aus Kunststoff und geänderte Leuchten ein zeitgemäßes Erscheinungsbild des größten Fiat-PKW zu erreichen.
Fiat bot zunächst vier Motorisierungen an, die alle bereits im Fiat 132 verwendet wurden:
- Der Argenta 1600 hatte einen Vierzylinder-Vergasermotor mit 1585 cm³ Hubraum und 72 kW (98 PS). Seine Höchstgeschwindigkeit lag bei 160 bis 165 km/h.
- Der Argenta 2000 hatte einen ähnlichen Motor mit 1995 cm³ und 83 kW (113 PS). Er erreichte eine Höchstgeschwindigkeit von 165 bis 170 km/h.
- Mit Saugrohreinspritzung anstatt Vergaser hieß das Modell Argenta 2000 i.e. und leistete bei gleichem Hubraum 90 kW (122 PS). Die Höchstgeschwindigkeit lag bei 170 bis 175 km/h.
- Der Argenta 2500 Diesel hatte einen Vierzylinder-Motor mit 2445 cm³ Hubraum und 53 kW (72 PS). Seine Höchstgeschwindigkeit betrug 150 km/h.

Alle Versionen waren serienmäßig mit einem Fünfgang-Schaltgetriebe und Hinterradantrieb ausgestattet. Für die Ottomotoren konnte zudem ein Dreistufen-Automatikgetriebe als Sonderausstattung geordert werden.

### Modellpflege
Im Juni 1984 wurde der Argenta leicht modifiziert. Er erhielt u. a. das neue Fiat-Logo, und die Modellbezeichnungen wurden von den gerundeten Hubraumangaben auf Motorleistungen in PS umgestellt.
Aus dem Argenta 1600 wurde der Argenta 100, aus dem Argenta 2000 der Argenta 110. Der Argenta 2000 i. e. wurde als Argenta 120 bezeichnet. Der Diesel wurde durch den Turbodiesel Argenta TD mit 66 kW (90 PS) Leistung abgelöst. Dazu gab es als neues Spitzenmodell den Argenta VX mit Vierzylinder-Reihenmotor und Kompressor. Dieser 2,0-Liter-Ottomotor leistete 99 kW (135 PS).
Im Januar 1986 stellte Fiat die Produktion des Argenta ein. Sein Nachfolger Croma war bereits im Herbst 1985 auf den Markt gekommen.

## Lizenzproduktionen
Ab 1981 fertigte der jugoslawische Hersteller Zastava den Argenta in Lizenz.

## Galerie

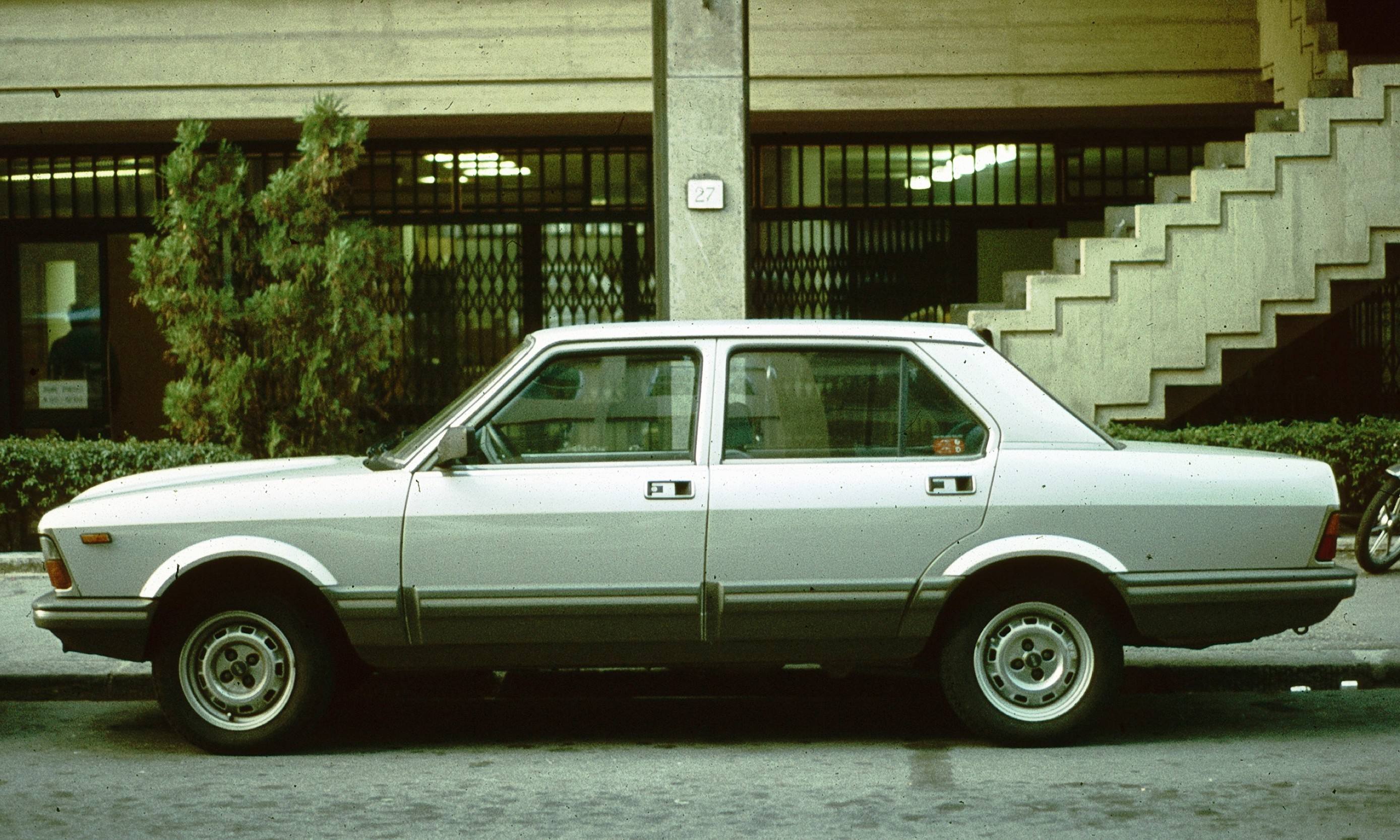
Seitenansicht
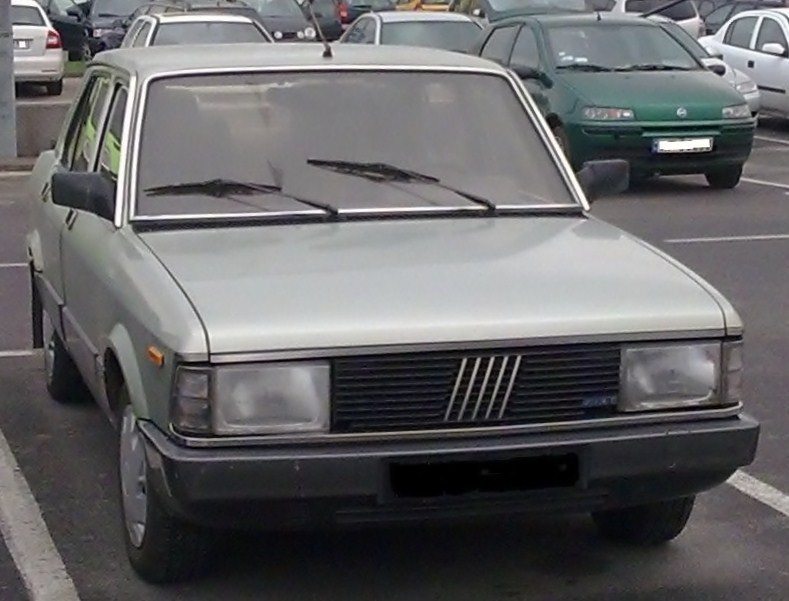
Argenta (1984–1986)
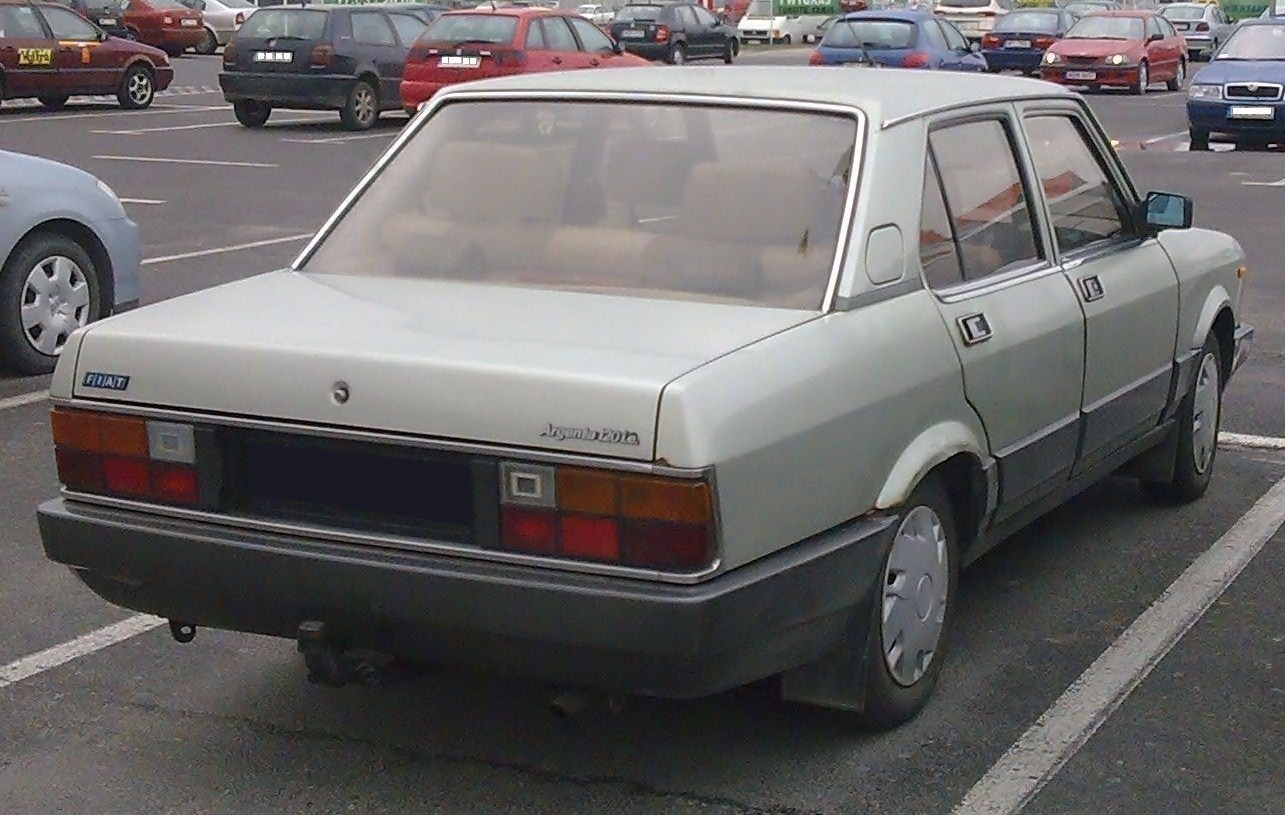
Heckpartie (1984–1986)